# 武岡鶴代
武岡 鶴代（たけおか つるよ、1895年（明治28年）9月18日 - 1966年（昭和41年）9月30日）は、日本の声楽家（ソプラノ）、音楽教育者。国立音楽大学の創立メンバーの一人。

## 経歴
岡山県東南条郡林田（はいだ）村（現在の津山市川崎）にて、米問屋の父・安次郎、母・澤のもと、六人姉妹の六女として生まれる。岡山県津山高等女学校卒業後、1913年（大正2年）東京音楽学校予科入学。1914年（大正3年）東京音楽学校本科声楽科入学。ハンカ・ペツォルトとマルガレーテ・ネトケ＝レーヴェに師事。1917年（大正6年）卒業、上真行奨励賞受賞。研究科に進み、1919年（大正8年）修了。同年5月御前演奏会に出演。同年10月、東京音楽学校「秋季演奏会」に出演、公式に楽会にデビュー。1920年（大正9年）南葵楽堂においてバッハ＝グノーの『アヴェ・マリア』を演奏。日本で最初の四重唱団「澤崎クヮルテット」（ソプラノ：武岡鶴代、アルト：柳兼子、テノール：澤崎定之、バス：矢田部勁吉）の創立に参加、演奏活動を開始。ドラマチック・ソプラノとして活躍。1921年東京音楽学校教務嘱託（講師）に就任。1924年（大正13年）日本交響楽団管弦楽演奏会（山田耕筰指揮）に出演、ワーグナー『ローエングリン』詠唱、R.シュトラウス『薔薇の騎士』終幕の二重唱を演奏。同年には、西條八十の詩『海にて』の作曲も行い、セノオ楽譜（№344）より出版。
1926年（大正15年）私立の音楽学校を設立しようとの30歳代の気鋭の音楽家たちの仲間に紅一点として加わり、東京高等音楽学院の創立メンバー（武岡のほか、音楽マネージャー・中館耕蔵、声楽家・矢田部勁吉、ピアニスト・榊原直、宗教学者で初代学院長・渡邊敢）となる。声楽指導と学院運営に参加。門下生としては、西内静、友竹正則、田口興輔等々、多数の逸材を輩出。1928年（昭和3年）東京高等音楽学院主催「御大典奉祝演奏会」においてワーグナーの『タンホイザー』詠唱を奉唱。1929年（昭和4年）現職のまま文部省在外研究員に任ぜられドイツに留学し、テレーゼ・シュナーベルに師事。1930年（昭和5年）「帰朝第1回武岡鶴代独唱会」開催。1931年（昭和6年）「新交響楽団第89回公演」（近衛秀麿指揮）にてベートーヴェン『第九』ソプラノ独唱。1935年（昭和10年）「鶴声会」を創立。1936年（昭和11年）日本放送協会（JOAK）で『歌のうたい方』12回放送。武岡と柳兼子が半分ずつ担当。1937年（昭和12年）東京高等音楽学院主催「ベートーベンの夕」にて矢田部勁吉邦訳による『第九』初演。1938年（昭和13年）「東京コンサート」結成（メンバー：武岡、柳兼子、矢田部勁吉、鈴木鎮一、土川正浩）。1943年（昭和18年）太平洋戦争激化の中で、大阪でモンペ姿で演奏。1944年（昭和19年）夏「東京帝国大学出陣学徒壮行大音楽会」にて『第九』ソロを演奏。1945年（昭和20年）3月の大空襲で大久保の家が焼失。平山（多摩）に疎開。
戦後、1947年（昭和22年）に校名「国立音楽学校」への変更が認可。1950年（昭和25年）大学令により「国立音楽大学」に昇格、理事に就任。1951年（昭和26年）学校法人国立音楽大学となり理事に就任。1954年（昭和29年）「武岡鶴代独唱会」開催、カムバックを果たす。1955年（昭和30年）渡欧、恩師テレーゼ・シュナーベルをイタリアに訪問、3週間のレッスンの後、ヨーロッパ各国を訪問。1963年（昭和38年）宇部市渡辺翁記念会館において「武岡鶴代・属澄江演奏会」開催（最後の演奏会）。1966年（昭和41年）9月勲四等に叙せられ瑞宝章を授与される。9月30日死去。71歳没。10月日比谷公会堂において大学葬（葬儀委員長：中館耕蔵）。墓所は多磨霊園(22-1-90)。遺族からの寄付金を基金とし「武岡賞」制定、大学の卒業に際し、声楽と器楽の最優秀の女子に与え、名声を今に伝えている。

## 著書
- 新修コールユーブンゲン ヴュルネル原著 武岡鶴代、矢田部勁吉 共編 シンキヤウ社 1934年（昭和9年）[5]

## 録音
※確認できたもののみを記した。
- 日本SP名盤復刻選集 4（日本語版）ローム・ミュージック・ファンデーション 武岡鶴代ほか[6]
  - 収録曲・独唱：（『椿姫』より）「ああそはかの人か」「花から花へ」ヴェルディ（作曲）、武岡鶴代（ソプラノ）、榊原直（ピアノ伴奏）（ニッポノホン、商品番号 : 15520）1925年（大正14年）1月新譜
- 独唱：「かもめ」弘田龍太郎（作曲）、武岡鶴代（ソプラノ）、榊原直（ピアノ伴奏）（ニッポノホン、商品番号 : 15619）[7] 1925年4月新譜
- 独唱：「マリアの子守唄」レーガー（作曲）、武岡鶴代（ソプラノ）、榊原直（ピアノ伴奏）（ニッポノホン、商品番号 : 15619）[7]
- 独唱：「浜千鳥」「浜辺の歌」（テイチク、商品番号 : X5016）1942年（昭和17年）3月新譜